# Thyra Frank
Thyra Frank Rasmussen (født 10. maj 1952 i Gammel Skørping) er en dansk plejehjemsleder og tidligere medlem af Folketinget 2011-2015. Hun blev den 28. november 2016 udnævnt til ældreminister.
Thyra Frank Rasmussen er student fra Aalborg Katedralskole og blev uddannet sygeplejerske i 1982.
Thyra Frank Rasmussen har arbejdet inden for ældrepleje siden 1975 og var fra 1988 til 2011 forstander for plejehjemmet Lotte i Frederiksberg Kommune, der ejes af OK-Fonden.
Thyra Frank Rasmussen blev især kendt for sin måde at drive plejehjemmet Lotte på, hvor der blev taget afstand fra kommunalt bureaukrati og lagt vægt på nærvær frem for paragraffer. Derigennem kunne Plejehjemmet Lotte bruge flere penge på mad, rejser og omsorg uden at koste skatteborgerne flere penge. Efterfølgende kom det dog frem, at Frank og plejehjemmet havde et 20 % højere budget til rådighed end andre plejehjem i kommunen. Thyra Frank stoppede på Lotte efter en anmeldelse til arbejdstilsynet. Dette skete, efter at hun var blevet opstillet som folketingskandidat.
Journalisten Jette Meier Carlsen udgav i 2010 biografien Thyra Frank : livsglæde & stjernestunder, som bl.a. er baseret på samtaler med Thyra Frank Rasmussen.
I sommeren 2008 blev Thyra Frank Rasmussen udnævnt til Ridder af Dannebrog.
Thyra Frank Rasmussen blev udpeget som formand for regeringens Ældrekommission, og 8. februar 2011 blev hun spidskandidat til folketinget for Liberal Alliance i Nordjylland. Hun blev ved Folketingsvalget 2011 valgt som folketingsmedlem. Ved Folketingsvalget 2015 kom hun i Nordjyllands Storkreds i kamp med Christina Egelund der havde været partiets spidskandidat ved valget til Europa-Parlamentet. Resultatet faldt ikke ud til Franks fordel, og hun måtte forlade Folketinget. Fra 28. november 2016 er Thyra Frank Rasmussen udnævnt til ældreminister i regeringen Lars Løkke Rasmussen III, bestående af Venstre, Liberal Alliance og Det Konservative Folkeparti. Ved folketingsvalget 2019 opstillede hun ikke.
Thyra Frank er gift med den tidligere atletikstjerne i Randers Freja Peter Rasmussen.

## Anerkendelser
- Kirsten Stallknecht Prisen (2001).[5]
- Ældre Sagens Ældrepris (2001)[5]
- Ridder af Dannebrog (2008)[5]